# Enicospilus adek
Enicospilus adek är en stekelart som beskrevs av Ian D. Gauld 1985. Enicospilus adek ingår i släktet Enicospilus och familjen brokparasitsteklar. Inga underarter finns listade i Catalogue of Life.